# Etcètera
Etcètera (del llatí «et cetĕra», literalment «i la resta») és una expressió utilitzada per tancar enumeracions incompletes que se sobreentenen gràcies al context o bé no interessa expressar. S'abreuja «etc.», sempre amb punt final.

## Usos correctes i incorrectes
És incorrecte precedir etcètera de la conjunció i o repetir-la diverses vegades (excepte si hi ha una voluntat de posar-hi èmfasi):
- Patates, tomaquets, naps i etc. (incorrecte)
- Patates, tomaquets, naps, etc., etc., etc. (incorrecte)

A més, l'expressió no pot anar seguida de punts suspensius:
- Patates, tomates, naps, etc.... (incorrecte)

Sempre va precedida d'una coma. Sol aparèixer sempre al final d'una frase, mai al començament.

## En altres llengües
- Afrikaans: ensovoorts. També "ensovoort" i "en so voort(s)". (abreviatura: ens.)
- Alemany:, etc. o "und so weiter" (abr.: usw.)
- Anglès: et cetera (abr.: etc.)
- Àrab: إلى آخره، إلخ (Ila Akhereh, Ilakh-kh)
- Basc: "eta abar" (abr.: etab.)
- Castellà: etcétera (abr.: etc.)
- Danès: og så videre (abr.: osv.)
- Esperanto: kaj tiel plu (abr.: ktp.)
- Francès: "et cetera", o "et caetera" (abr.: etc.)
- Grec: "και τα λοιπά" (abr.: κτλ.)
- Neerlandès: enzovoort or enzovoorts (abr.: enz.)
- Italià: "eccetera" (abr.: etc. o ecc.)
- Portuguès: et cetera (abr.: etc.)
- Txec: a tak dále (abr.: atd.)
- Xinès: "等等" (Dengdeng)